# Alberic (kommunhuvudort)
Alberic är en kommunhuvudort i Spanien.   Den ligger i provinsen Província de València och regionen Valencia, i den östra delen av landet, 300 km sydost om huvudstaden Madrid. Alberic ligger 29 meter över havet och antalet invånare är 11 175.
Terrängen runt Alberic är platt norrut, men söderut är den kuperad.Runt Alberic är det ganska tätbefolkat, med 239 invånare per kvadratkilometer. Närmaste större samhälle är Alzira, 8,1 km nordost om Alberic. Trakten runt Alberic består till största delen av jordbruksmark.